# Cymatoplex subpellucida
Cymatoplex subpellucida là một loài bướm đêm trong họ Geometridae.